# Ilja Antonov
Ilja Antonov (Tallinn, 5 maggio 1992) è un calciatore estone, centrocampista dell'Al-Shabab.

## Carriera

### Club
Dopo due stagioni nella seconda serie estone con il Puuma Tallinn, nel 2011 passa al Levadia Tallinn, con cui esordisce in massima serie.

### Nazionale
Ha esordito con la nazionale estone l'8 novembre 2012 giocando titolare nell'amichevole Oman-Estonia (1-2).

## Palmarès

### Club

#### Competizioni nazionali
- Coppa d'Estonia: 2

Levadia Tallinn: 2011-2012, 2013-2014
- Campionato estone: 3

Levadia Tallinn: 2013, 2014, 2021
- Supercoppa d'Estonia: 2

Levadia Tallinn: 2013, 2015
- Supercoppa d'Armenia: 1

Ararat-Armenia: 2019
- Campionato armeno: 1

Ararat-Armenia: 2019-2020